# Culex jenningsi
Culex jenningsi är en tvåvingeart som beskrevs av Dyar och Frederick Knab 1907. Culex jenningsi ingår i släktet Culex och familjen stickmyggor. Inga underarter finns listade i Catalogue of Life.